# Сотоселва (Удине)
Сотоселва је насеље у Италији у округу Удине, региону Фурланија-Јулијска крајина.
Према процени из 2011. у насељу је живело 1008 становника. Насеље се налази на надморској висини од 30 м.